# مقاطعة لورينس (أركنساس)
مقاطعة لورينس (بالإنجليزية: Lawrence County)‏ هي إحدى مقاطعات ولاية أركنساس في الولايات المتحدة الأمريكية.